# Рор (династия)
Династия Рор (синдхи روهڙا راڄ) управляла территорией современного Синда и северо-западной Индией с 450 года до н. э. Представители династии правили из города Рори, возведённого Раджой Дхаджем наряду с Суккуром в V веке до н. э. Рори в древности также был известен под такими названиями, как Рорука и Рорик. Будучи столицей царства Саувира, Рорука упоминается как важный торговый центр в ранней буддийской литературе. Буддийские джатаки рассказывают об обмене дарами между царём Рудраяном из Роруки и царём Бимбисарой из Магадхи. Буддийская хроника «Дивьявадана» сообщает о том, что династия Рор исторически соперничала с Паталипутра в плане политического влияния. Востоковед и буддолог Томас Уильям Рис-Дэвидс упоминает Роруку как один из самых важных городов Индии в VII веке до н. э.
Вскоре после периода правления Рудраяна, во времена его сына Шикханди, Рорука была уничтожена крупной песчаной бурей. Это событие записано как в буддийских (Бхаллатия Джатака), так и в джайнских хрониках.

## Список правителей
С Раджи Дхаджа, основателя Рори и Суккура, насчитывается 42 царя из династии Рор, правивших с 450 года до н. э. и до 489 года:
- Раджа Хадж
- Кунак
- Рурак
- Харак
- Деваник
- Ахинак
- Парипат
- Бал-Шах
- Виджай-Бхан
- Кхангар
- Брихадрат
- Хар Анш
- Брихад-датт
- Ишман
- Сридхар
- Мохри
- Прасанн-Кет
- Амирван
- Махасен
- Брихад-дхаул
- Харикирт
- Сом
- Митраван
- Пушьяпата
- Судаав
- Бидиракх
- Нахакман
- Мангалмитра
- Сурат
- Пушкар-Кет
- Антар-Кет
- Сутджая
- Брихад-дхвадж
- Бахук
- Кампджайи
- Кагниш
- Капиш
- Сумантра
- Линг-лаав
- Манасджит
- Сундер-Кет
- Дадрор

Сказатели сообщали, что Дадрор был отравлен своим главным жрецом (Деваджи) в 620 году, и за ним последовали правления пяти царей-брахманов до захвата Рори арабами.